# 關南施
關南施（英語：Nancy Kwan，1939年5月19日—），本名關家蒨，女，生于英属香港，美国演员。关是首位在西方電影成名的亞洲女星，她的成功為以後打入西方電影的亞洲裔演員作出了很大的幫助，在1960年代被认为是一个东方性感符号。其成名作《蘇絲黃的世界》，講述灣仔妓女蘇絲黃與外國人Robert Lomax的複雜情緣。

## 生平

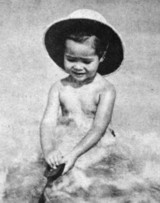
兩歲時的關家倩。

關家蒨是个混血儿，1939年生于英属香港。父亲關永康為香港人，是劍橋畢業的建築師，母親 Marquita Scott為英國人，職業是时装模特儿，他们在南施两岁时就离了婚。不久太平洋战争爆发，南施的父亲因为为英国军情六处工作，所以被迫要放弃在香港的一切，带着南施和她的哥哥来到昆明。二战结束后，他们才回到香港，住进了港岛的半山区。年幼的南施很喜歡運動, 有一次爬樹時因跌下而弄傷了手。另外一次她參加抗議一間拒絕讓中國人加入的英國會所。父亲因為怕女兒的行為會影響他和客人間的關係，所以要求她停止抗議活動。南施年幼時已經練習太極拳，另外她也學習騎馬，还擁有自己的小馬。父亲再婚後為南施再帶來了五個兄弟姐妹。南施之後就讀皇家芭蕾舞學院，表演過天鵝湖、睡美人等戲劇，畢業後取得芭蕾舞教師資格。
小學就讀瑪利諾修院學校，中學就讀英國北部格洛索普（Glossop）的 Kingsmoor School，畢業後升讀倫敦的英國皇家芭蕾舞學院。

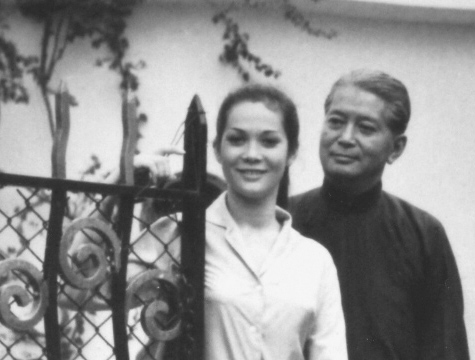
關家倩與父親的合照。

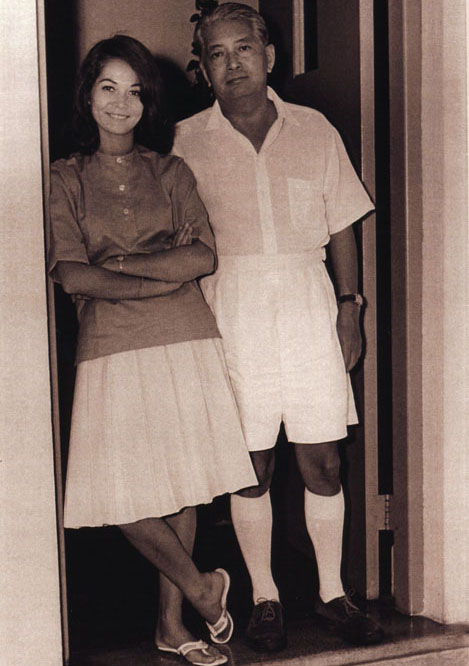
關家倩與父親。

南施在英格蘭期間被雷·史塔克（Ray Stark）發掘。當時，東方電影角色通常都由白人演員飾演，藉由化妝技術掩蓋白色的膚色。不過，南施在21歲時，演出了《蘇絲黃的世界》中的妓女角色。
隔年，南施演出《花鼓歌》，並且成為了好萊塢最引人矚目的歐亞混血兒演員之一。其中南施的髮型最為人所知，成為了髮型師沙宣所宣揚的復古鮑伯髮型的代表人物。60年代期間，她還演出過電影《勇破迷魂陣》，並且在歐美兩地往返。她在1966年主演《望夫石》，推廣香港旅遊，成為香港首位旅遊大使。
南施嫁給了奧地利籍滑雪教練彼得·帕克（Peter Pock），兩人生下一子伯哈德（Bernhard），不過他在1996年33歲時死於愛滋病。南施在1972年重回香港照顧生病的父親，在父親死後，南施再嫁給導演兼監製諾伯特·梅索（Norbert Meisel）並且回到美國居住。
1979年返回美國後，南施便在許多電視影集中客串，包括《急診室的春天》、《天龍特攻隊》等。

## 家族
曾祖父关元昌为中国牙医先驱。父亲關永康為香港人，是劍橋畢業的建築師，母親 Marquita Scott為英國人，職業是时装模特儿，他们在南施两岁时就离了婚。伯父關頌聲為基泰工程司創辦人。

## 部分作品
- 《蘇絲黃的世界》 （1960年，与威廉·荷顿）
  - 提名—金球奖剧情类电影最佳女主角
- 《花鼓歌》 （1961年）
- 《主要吸引力》（1962年）
- 《Tamahine》 （1963年）
- 《Lt. Robin Crusoe, U.S.N.》（1966年）
- 《The Girl Who Knew Too Much》 （1969年）
- 《勇破迷魂阵》 （1969年）
- 《不再有春天》　 (1974年)
- 《Night Creature》 （1977年）
- 《李小龙传》 （1993年）
- 《The Golden Girls》 （1995年）

## 获奖
- 金戒奖
- 历史缔造者之演艺杰出成就人士（加州洛杉矶华裔美国人博物馆）